# Burdur
Burdur (antigament Buldur), és una ciutat del sud-oest de Turquia, capital de la província de Burdur, a la vora del llac Burdur (Burdur Gölü). Té una població estimada (2007) de 67.097 habitants. que eren 20000 el 1955. Podria ser la clàssica Limobrama però una altra teoria suggereix que seria Polydorion.
Va passar dels romans d'Orient als seljúcides després del 1071, i fou part del sultanat de Rum fins que vers el 1300 va caure en mans del beylik d'Hamid. Al segle xv va passar als otomans. Fou un kada del sandjak d'Hamid a l'eyalat d'Anadolu, i més tard un sandjak del wilayat de Konya. Fins al final de la I Guerra Mundial hi vivien 4000 grecs i 1000 armenis